# Breganze Pinot bianco superiore
Il Breganze Pinot bianco superiore è un vino DOC la cui produzione è consentita nella provincia di Vicenza.

## Caratteristiche organolettiche
- colore: bianco paglierino chiaro
- odore: profumo delicato, gradevole, caratteristico
- sapore: secco, armonico e vellutato, con o senza persistenza gradevole di legno

## Produzione
Provincia, stagione, volume in ettolitri
- nessun dato disponibile